# Уманський обласний музичний коледж ім. П.Д. Демуцького
Уманський обласний музичний коледж ім. П. Д. Демуцького — заклад вищої освіти I та II рівні акредитації в Умані. Заснований у 1966 році як Уманське музичне училище.  1988 року присвоєне ім’я Порфирія Даниловича Демуцького. 2020 року заклад перейменований у коледж.

## Відомі випускники
- Голодрига Олеся Віталіївна
- Гребенюк Володимир Якович
- Сухий Іван Іванович
- Леньо Іван Миколайович
- Охріменко Ігор Станіславович
- Кащук Вадим Васильович